# Астрильд гранатовий
Астри́льд гранатовий (Granatina granatina) — вид горобцеподібних птахів родини астрильдових (Estrildidae). Мешкає в Південній Африці.

## Таксономія

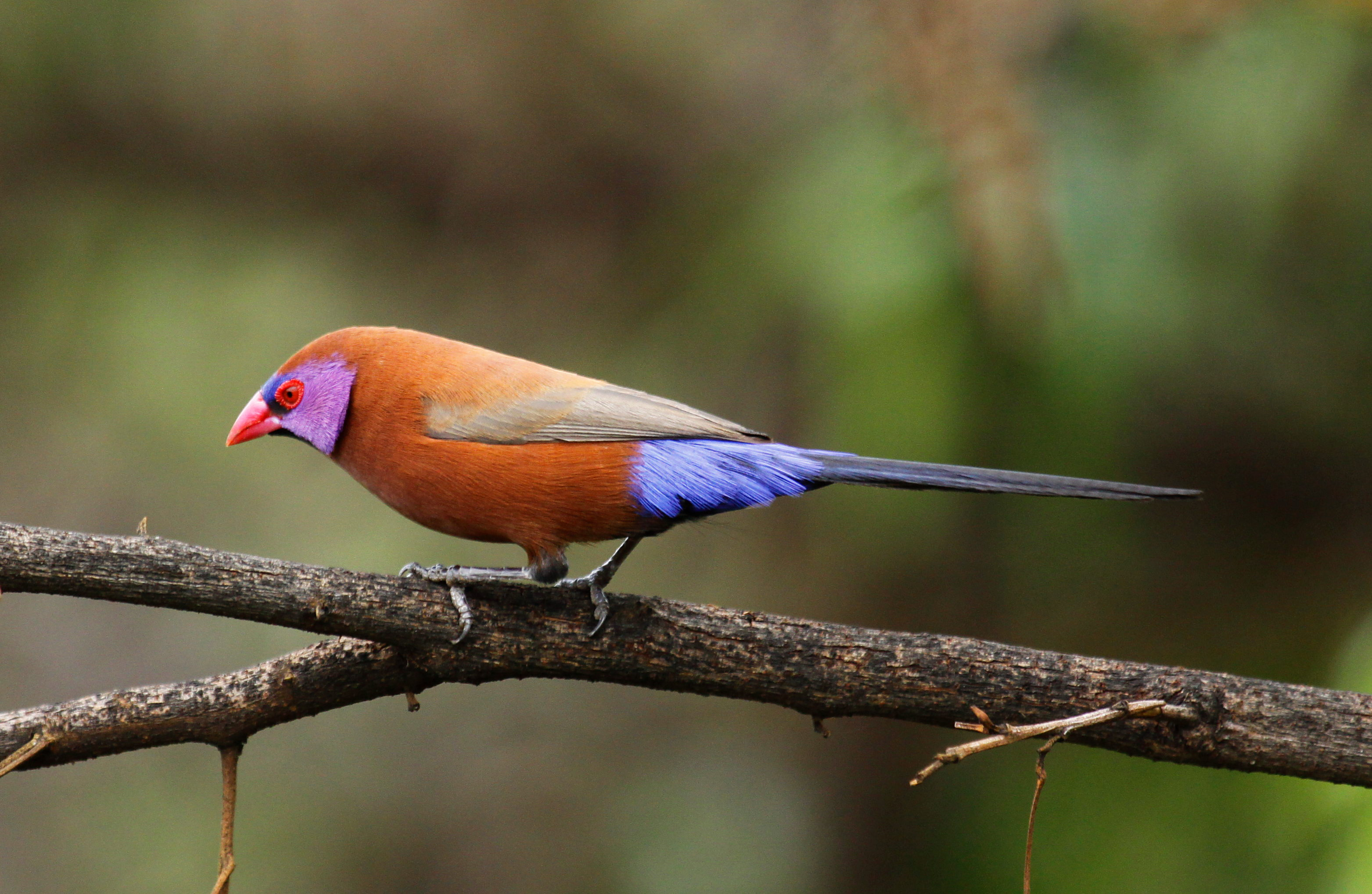
Самець гранатового астрильда (Національний парк Пілансберг, ПАР)

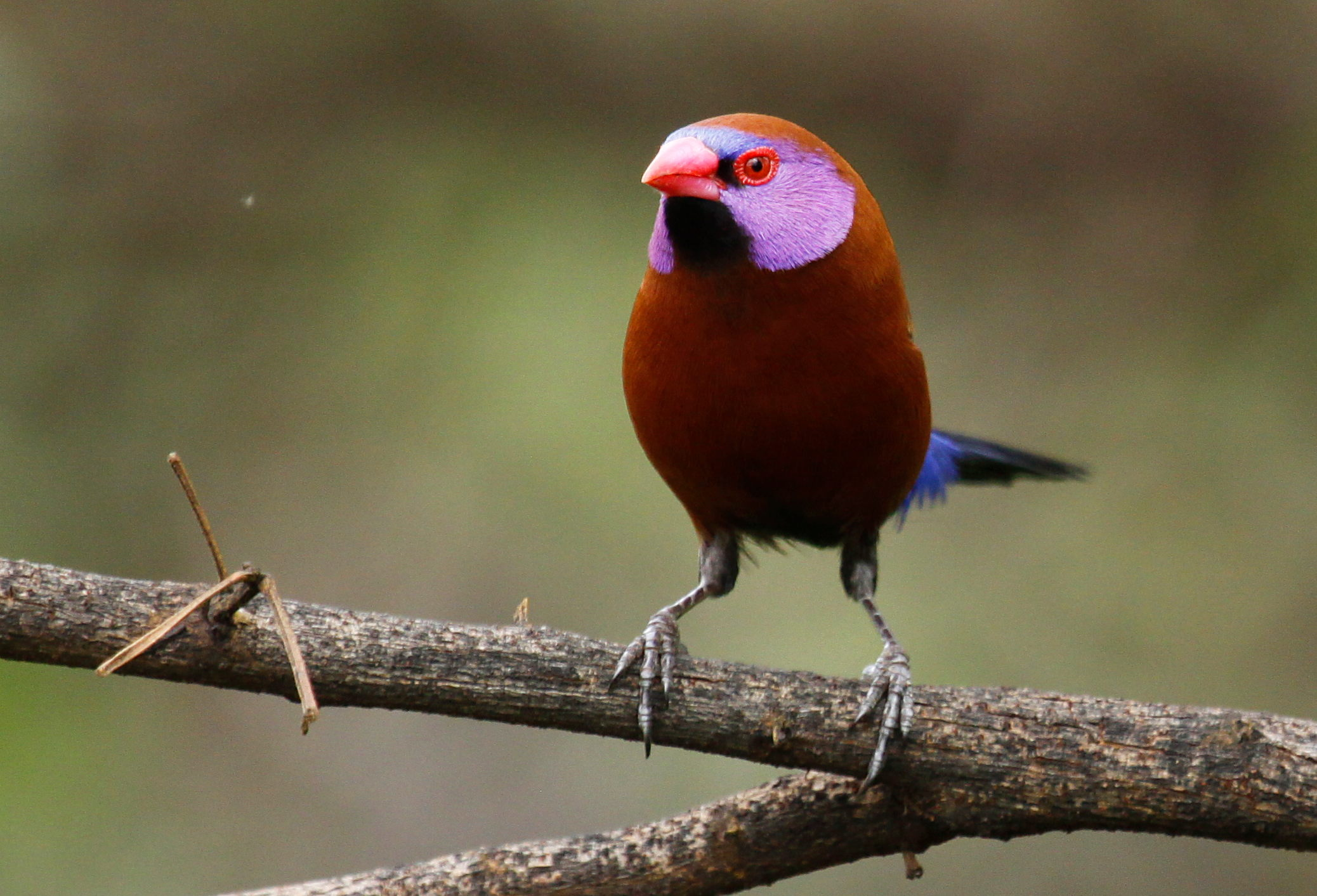
Самець гранатового астрильда

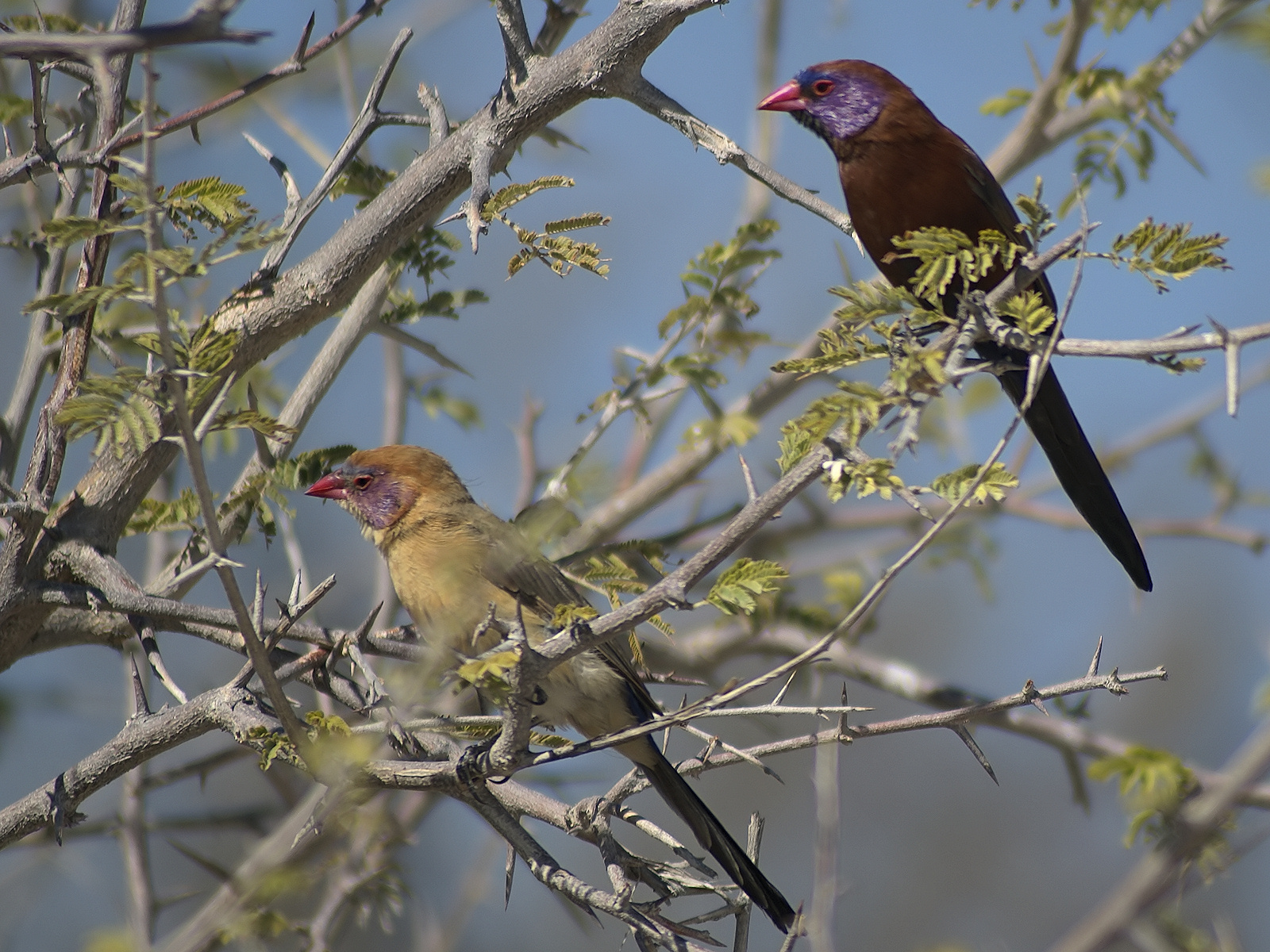
Пара гранатових астрильдів

В 1760 році французький зоолог Матюрен Жак Бріссон включив опис гранатового астрильда до своєї книги «Ornithologie». Він використав французьку назву Le Grenadin та латинську назву Granatinus. Однак, хоч Бріссон і навів латинську назву, вона не була науковою, тобто не відповідає біномінальній номенклатурі і не визнана Міжнародною комісією із зоологічної номенклатури. Коли в 1766 році шведський натураліст Карл Лінней випустив дванадцяте видання своєї «Systema Naturae», він доповнив книгу описом 240 видів, раніше описаних Бріссоном. Одним з цих видів був гранатовий астрильд, для якого Лінней придумав біномінальну назву Fringilla granatina. Згодом гранатового астрильда перевели до роду Granatina, введеного англійським орнітологом Річардом Боудлером Шарпом у 1890 році. Лінней помилково вказав Бразилію як типову місцевість гранатового астрильда, посилаючись на опис птаха, зроблений англійським натуралістом Джорджем Едвардсом у 1743 році. У 1930 році британський зоолог Вільям Латлі Склейтер виправив типову місцевість виду на Анголу, а південноафриканський орнітолог Філіп Кленсі у 1959 році уточнив її до провінції Уїла.

## Опис
Довжина птаха становить 13-14 см, враховуючи довгий хвіст, вага 9,5-13,9 г. У самців лоб кобальтово-синій, щоки і скроні фіолетові, окаймлені з боків і знизу чорною смугою, від дзьоба до очей ідуть чорні смуги. Тім'я і верхня частина тіла рудувато-коричневі. Надхвістя кобальтово-синє, крила і довгий, прямокутної форми хвіст більш темні, чорнуваті. Підборіддя і горло чорні, нижня частина тіла рудувато-коричнева, живіт чорнуватий. Очі червонувато-карі, навколо очей кільця тілесного кольору. Дзьоб червоний, загострений, конічної форми, лапи тілесного кольору. Самиці мають переважно світло-коричневе забарвлення з рудуватим відтінком. "маска" на голові у них менш виражена і менш яскрава, чорна пляма на горлі відсутня.

## Поширення і екологія
Гранатові астрильди мешкають на півдні Анголи, на південному заході Замбії, в Зімбабве, Ботсвані, Намібії, на півдні Мозамбіку і на півночі Південно-Африканської Республіки. Вони живуть в сухих чагарникових і акацієвих заростях, в акацієвих рідколіссях та в лісистих саванах міомбо і мопане. Зустрічаються парами або невеликими зграйками, не формують великих зграй, однак можуть приєднуватися до змішаних зграй птахів разом з савановими астрильдами-метеликами і строкатими мельбами.
Гранатові астрильди живляться дрібним насінням трав, а також ягодами, плодами, бруньками, нектаром алое і дрібними безхребетними. Вони збирають насіння прямо з колосків, утримуючи окремі стебла однією лапою. Гранатові астрильди є моногамними птахами, які утворюють пари на все життя. Сезон розмноження у них припадає на завершення сезону дощів, в Ботсвані з грудня по червень (переважно з лютого по квітень), в ПАР і Зімбабве з січня по травень. Самці приваблюють самиць, стрибаючи по землі навколо них, при цьому тримаючи в дзьобі травинку і співаючи. Самиці відповідають прихильністю, присідаючи і хитаючи хвостом із сторони в сторону. 
Гніздо має кулеподібну форму, робиться парою птахів з переплетених стебел трави, корінців та інших рослинних волокон, встелюється пір'ям, розміщується в чагарниках. В кладці від 2 до 7 яєць. Інкубаційний період триває 12-13 днів, насиджують і самиці, і самці. Пташенята покидають гніздо через 16-18 днів після вилуплення, а стають провстістю самостійними у віці 1,5 місяців. Гранатові астрильди іноді стають жертвами гніздового паразитизму королівських вдовичок. 